# Oleg Serebrian
Oleg Serebrian, né le 13 juillet 1969 à Hădărăuți (district d'Ocnița), est un diplomate, écrivain, politologue et homme politique moldave.

## Biographie

### Origines, études et famille
Il est le fils de Dumitru Serebrian, ancien maire de Hădărăuți, et de Larisa Serebrian, médecin pédiatre. Serebrian suit des études d'histoire et des relations internationales, d'abord à l'université d'État de Moldavie à Chișinău, puis à l'Institut européen des hautes études internationales de Nice en France et à l'université d'Édimbourg en Royaume-Uni. Il obtient le titre de docteur en science politique en 1998. Sa femme, Snejana, est une ancienne collaboratrice de l'ambassade d'Allemagne en Moldavie.

### Carrière
En 1992, il intègre le ministère des Affaires étrangères de la République de Moldavie. En 1998, il est nommé directeur général pour l'information et l'analyse politique et porte-parole du ministère des Affaires étrangères, puis, de 1999 à 2003, il est vice-recteur de l'université libre de Moldavie. De 2001 à 2008, il est président du Parti social-libéral (PSL). De 2008 à 2010, après la fusion du PSL avec le Parti démocrate de Moldavie (PDM), il est premier vice-président du PDM. À la suite des élections législatives de 2005 et de juillet 2009, Serebrian est élu au Parlement moldave. 
Le 7 décembre 2010, il est élu président du Congrès de l’Union latine, organisation dissoute en 2012. 
Entre le 1er juillet 2010 et le 6 juin 2015, Oleg Serebrian est ambassadeur de Moldavie en France et auprès de l'UNESCO. De 2015 à 2021, il est ambassadeur de Moldavie en Allemagne. 
Serebrian est également un spécialiste de la géopolitique, auteur de plusieurs ouvrages sur ce sujet et la géographie politique de l'Europe du Sud-Est.